# Spekulacje
Spekulacje – wydana w roku 1985 antologia amerykańskich opowiadań science fiction, pod redakcją Isaaca Asimova i Alice Laurance, w przekładzie Bogdana Barana. 
Antologia zawiera opowiadania napisane specjalnie na zamówienie redaktorów. Książkę wydało Wydawnictwo Literackie w ramach serii wydawniczej Fantastyka i Groza. 

## Opowiadania
- Isaac Asimov - Przedmowa
- Roger Robert Lovin - Nawet żelazna nie zatrzyma klatka
- Alan Dean Foster - Nadmiar
- Isaac Asimov - Wiatry przemian
- Joe L. Hensley(inne języki) - Harfiarz
- R.A. Lafferty - Wielki Tom Błazen, czyli zagadka kufrów z Urzędu Celnego w Calais
- Mack Reynolds(inne języki) - Dłoń Barda
- Robert Silverberg - Człowiek, który dryfował w czasie
- Rachel Cosgrove Payes(inne języki) - Ucieczka w góry
- Gene Wolfe - Ostatni dzień
- Phyllis Gotlieb(inne języki) - Najmłodszy zawód świata
- Jack Williamson - Szansa dla dinozaurów
- Jacqueline Lichtenberg(inne języki) - Zdarzenie u Świątecznej Skały
- Alice Laurance(inne języki), William K. Carlson(inne języki) - Dotyk prawdy
- Bill Pronzini(inne języki), Barry Malzberg(inne języki) - „Czy odważę się zjeść brzoskwinię?”
- Zenna Henderson(inne języki) - ...Wiek... jako strój

- Scott Baker(inne języki) - Dreszczyk z płaskomątwą
- Joanna Russ - Tajemnica młodego dżentelmena